# Лукаут-Маунтін (Алабама)
Лукаут-Маунтін (англ. Lookout Mountain) — переписна місцевість (CDP) в США, в окрузі Етова штату Алабама. Населення — 1484 особи (2020).

## Географія
Лукаут-Маунтін розташований за координатами 34°6′57″ пн. ш. 85°57′56″ зх. д. / 34.11583° пн. ш. 85.96556° зх. д. (34.115916, -85.965466).  За даними Бюро перепису населення США в 2010 році переписна місцевість мала площу 39,68 км², з яких 39,64 км² — суходіл та 0,04 км² — водойми.

## Демографія
Згідно з переписом 2010 року, у переписній місцевості мешкала 1621 особа в 621 домогосподарстві у складі 456 родин. Густота населення становила 41 особа/км².  Було 705 помешкань (18/км²).
Расовий склад населення:
| - 95,9 % — білих - 2,3 % — чорних або афроамериканців - 0,4 % — корінних американців |

До двох чи більше рас належало 0,6 %. Частка іспаномовних становила 1,2 % від усіх жителів.
За віковим діапазоном населення розподілялося таким чином: 22,8 % — особи молодші 18 років, 61,6 % — особи у віці 18—64 років, 15,6 % — особи у віці 65 років та старші. Медіана віку мешканця становила 42,1 року. На 100 осіб жіночої статі у переписній місцевості припадало 106,2 чоловіків;  на 100 жінок у віці від 18 років та старших — 97,3 чоловіків також старших 18 років.
Середній дохід на одне домашнє господарство  становив 56 726 доларів США (медіана — 51 058), а середній дохід на одну сім'ю — 69 444 долари (медіана — 56 442). За межею бідності перебувало 14,9 % осіб, у тому числі 14,6 % дітей у віці до 18 років та 10,0 % осіб у віці 65 років та старших.
Цивільне працевлаштоване населення становило 367 осіб. Основні галузі зайнятості: освіта, охорона здоров'я та соціальна допомога — 36,2 %, публічна адміністрація — 22,3 %, виробництво — 11,4 %, транспорт — 6,3 %.